# Kisdobrony
Kisdobrony (ukránul: Мала Добронь [Mala Dobrony]) falu Ukrajnában, Kárpátalján, az Ungvári járásban.

## Fekvése
Munkácstól 26 km-re nyugatra fekszik.

## Története
Már az őskorban lakott hely. A tatárjárás előtt „Csépánfölde” néven volt ismert, de ez a falu 1241-ben teljesen elpusztult. Mai nevén 1321-ben említik először.
1321-ben Károly Róbert király Pányoki Dobou mesternek adta, s határát leíratta. 1324-ben Károly Róbert király megerősítette Dobrow mestert birtokában. 1325-32 között Dobrow és testvére, János osztották meg egymás közt. Évszázadokig Ung vármegyéhez tartozott, majd a 18. században Bereg vármegyéhez került.
A 18. század végén Vályi András így ír róla: „DOBRONY. Kis Dobrony. Magyar falu Bereg Vármegyében, birtokosai Meziravszky, Komonyi, és Ragóczi Urak, lakosai katolikusok, de leg inkább reformátusok, fekszik Telekhez 1/4. mértföldnyire, határja két nyomásra van osztva, ’s mind a’ kettő búzát termő, legelője ugyan egy nyomásában elég, de a’ másikában szoross, mivel Nagy Dobrány határja szélessen terjed, fája tűzre, és épűletre elég, Ungváron, és leg inkább Munkátson vagyonnyait eladhattya, fa edényekkel, és halászattal is kereskednek, de mivel határját a’ víz néha járja, második Osztálybéli.”
Fényes Elek 1851-ben kiadott geográfiai szótárában így ír a faluról: „Dobrony (Kis), Beregh v. magyar falu, Ungh vmgye szélén, Munkácshoz 4 mfdnyire, közel oda, hol a Szernye a Latorczába ömlik. 26 róm. kath., 12 g. kath., 354 ref., 15 zsidó lak. Ref. anyaszentegyház. Két nyomásbeli határa gazdag buzatermő; legelője egyik nyomásban szük; fája tüzre, épületre elég; lakosai halászattal, faedény-csinállással is kereshetik élelmöket, egyébiránt néha árvizektől szenvednek. F. u. gr. Schönborn, Morvay, Izsák, és Hudar nemzetségek. Ut. p. Beregszász.”
1904-ig a település neve a régi dokumentumokban és újságokban Kis-Dobrony néven szerepelt, de a magyar királyi miniszterelnöki 84403//1904 rendeletével a település nevét Kisdobronyra változtatták. Csomonyából ugyanekkor lett Csongor, Nagy-Dobronyból pedig Nagydobrony. A trianoni békéig Bereg vármegye Mezőkaszonyi járásához tartozott. Ekkor a mesterségesen létrehozott Csehszlovákiához csatolták. 1938–44 között visszakerült Magyarországhoz.
1945-ben Szovjetunióhoz csatolták a települést. 1991 óta Ukrajnához tartozik. 2020 óta Tiszaágtelek már nem tartozik hozzá.

## Népesség
1910-ben 1207, túlnyomórészt magyar lakosa volt.
| 2001 | 1 863 |

A népesség anyanyelv szerinti megoszlása a teljes népesség %-ában (2001)

## Nevezetességek
- Református temploma 1828 és 1838 között épült a régi fatemplom helyére. Mai formáját 1893-ban nyerte egy tűzvész utáni újjáépítés alkalmával, utoljára 2009-ben renoválták.

## Személyek
- Itt született Herceg Erika (1988) modell, énekesnő[5]